# Rajd Polski 1993
Rajd Polski 1993 (50. Rajd Polski) – 50. edycja Rajdu Polski. Rozgrywany był od 10 do 12 czerwca 1993 roku. Bazą rajdu był Wrocław. Rajd był dwudziestą drugą rundą Rajdowych Mistrzostw Europy w roku 1993, a także czwartą rundą Rajdowych Samochodowych Mistrzostw Polski w roku 1993.

## Zwycięzcy odcinków specjalnych[4][5][6]
| Dzień      | Numer odcinka | Nazwa odcinka              | Długość  | Zwycięzca odcinka                                                   | Nr Sam. | Samochód                                   | Czas  | Lider rajdu                                                         |
| ---------- | ------------- | -------------------------- | -------- | ------------------------------------------------------------------- | ------- | ------------------------------------------ | ----- | ------------------------------------------------------------------- |
| 10 czerwca | OS1           | Wrocław pl.Andersa         | 2.00 km  | Patrick Snijers Dany Colebunders Paweł Przybylski Krzysztof Gęborys | 4 10    | Ford Escort RS Cosworth Toyota Celica GT-4 | 1:24  | Patrick Snijers Dany Colebunders Paweł Przybylski Krzysztof Gęborys |
| 11 czerwca | OS2           | Sobótka - Sulistrowiczki   | 17.67 km | Patrick Snijers Dany Colebunders                                    | 4       | Ford Escort RS Cosworth                    | 9:44  | Patrick Snijers Dany Colebunders                                    |
| 11 czerwca | OS3           | Jodłownik - Srebrna Góra   | 20.06 km | Pier-Cesar Baroni Denis Giraudet                                    | 3       | Lancia Delta HF Integrale                  | 10:17 | Patrick Snijers Dany Colebunders                                    |
| 11 czerwca | OS4           | Żdanów - Młynów            | 13.60 km | Patrick Snijers Dany Colebunders                                    | 4       | Ford Escort RS Cosworth                    | 7:05  | Patrick Snijers Dany Colebunders                                    |
| 11 czerwca | OS5           | Nowa Bystrzyca - Mostowice | 20.62 km | Patrick Snijers Dany Colebunders                                    | 4       | Ford Escort RS Cosworth                    | 12:08 | Patrick Snijers Dany Colebunders                                    |
| 11 czerwca | OS6           | Jeleniów - Radkow          | 22.09 km | Pier-Cesar Baroni Denis Giraudet                                    | 3       | Lancia Delta HF Integrale                  | 11:08 | Robert Droogmans Ronny Joosten                                      |
| 11 czerwca | OS7           | Ludwikowice - Kamionki     | 14.89 km | Robert Droogmans Ronny Joosten                                      | 2       | Ford Escort RS Cosworth                    | 8:04  | Robert Droogmans Ronny Joosten                                      |
| 11 czerwca | OS8           | Rościszów - Lubachów       | 23.03 km | Patrick Snijers Dany Colebunders                                    | 4       | Ford Escort RS Cosworth                    | 14:02 | Robert Droogmans Ronny Joosten                                      |
| 11 czerwca | OS9           | Jodłownik - Srebrna Góra   | 20.06 km | Pier-Cesar Baroni Denis Giraudet                                    | 3       | Lancia Delta HF Integrale                  | 10:46 | Robert Droogmans Ronny Joosten                                      |
| 11 czerwca | OS10          | Żdanów - Młynów            | 13.60 km | Robert Droogmans Ronny Joosten                                      | 2       | Ford Escort RS Cosworth                    | 7:31  | Robert Droogmans Ronny Joosten                                      |
| 11 czerwca | OS11          | Nowa Bystrzyca - Mostowice | 20.62 km | Robert Droogmans Ronny Joosten                                      | 2       | Ford Escort RS Cosworth                    | 12:53 | Robert Droogmans Ronny Joosten                                      |
| 11 czerwca | OS12          | Jeleniów - Radków          | 22.09 km | Robert Droogmans Ronny Joosten                                      | 2       | Ford Escort RS Cosworth                    | 11:44 | Robert Droogmans Ronny Joosten                                      |
| 11 czerwca | OS13          | Ludwikowice - Kamionki     | 10,43 km | Robert Droogmans Ronny Joosten                                      | 2       | Ford Escort RS Cosworth                    | 7:46  | Robert Droogmans Ronny Joosten                                      |
| 11 czerwca | OS14          | Rościszów - Lubachów       | 23.03 km | Robert Droogmans Ronny Joosten                                      | 2       | Ford Escort RS Cosworth                    | 13:47 | Robert Droogmans Ronny Joosten                                      |
| 12 czerwca | OS15          | Sobótka - Sulistrowiczki   | 17.67 km | Robert Droogmans Ronny Joosten                                      | 2       | Ford Escort RS Cosworth                    | 9:16  | Robert Droogmans Ronny Joosten                                      |
| 12 czerwca | OS16          | Jodłownik - Srebrna Góra   | 20.06 km | Robert Droogmans Ronny Joosten                                      | 2       | Ford Escort RS Cosworth                    | 11:22 | Robert Droogmans Ronny Joosten                                      |
| 12 czerwca | OS17          | Żdanów - Młynów            | 13.60 km | Robert Droogmans Ronny Joosten                                      | 2       | Ford Escort RS Cosworth                    | 7:43  | Robert Droogmans Ronny Joosten                                      |
| 12 czerwca | OS18          | Nowa Bystrzyca - Mostowice | 20.62 km | Robert Droogmans Ronny Joosten                                      | 2       | Ford Escort RS Cosworth                    | 13:15 | Robert Droogmans Ronny Joosten                                      |
| 12 czerwca | OS19          | Jeleniów - Radków          | 22.09 km | Robert Droogmans Ronny Joosten                                      | 2       | Ford Escort RS Cosworth                    | 12:43 | Robert Droogmans Ronny Joosten                                      |
| 12 czerwca | OS20          | Ludwikowice - Kamionki     | 14.89 km | Robert Droogmans Ronny Joosten                                      | 2       | Ford Escort RS Cosworth                    | 8:37  | Robert Droogmans Ronny Joosten                                      |
| 12 czerwca | OS21          | Rościszów - Lubachów       | 23.03 km | Robert Droogmans Ronny Joosten                                      | 2       | Ford Escort RS Cosworth                    | 14:34 | Robert Droogmans Ronny Joosten                                      |

## Wyniki końcowe rajdu
| Miejsce                        | Kierowca                     | Pilot                        | Samochód                     | Czas                         | Strata                       |                              |
| Klasyfikacja generalna i ERC   | Klasyfikacja generalna i ERC | Klasyfikacja generalna i ERC | Klasyfikacja generalna i ERC | Klasyfikacja generalna i ERC | Klasyfikacja generalna i ERC | Klasyfikacja generalna i ERC |
| ------------------------------ | ---------------------------- | ---------------------------- | ---------------------------- | ---------------------------- | ---------------------------- | ---------------------------- |
| 1                              | Robert Droogmans             | Ronny Joosten                | Ford Escort RS Cosworth      | 3:36:33                      | -                            |                              |
| 2                              | Pier-Cesar Baroni            | Denis Giraudet               | Lancia Delta HF Integrale    | 3:39:17                      | +2:44                        |                              |
| 3                              | Paweł Przybylski             | Krzysztof Gęborys            | Toyota Celica GT-4           | 3:45:37                      | +9:04                        |                              |
| 4                              | Marek Gieruszczak            | Marek Skrobot                | Toyota Celica GT-4           | 3:48:42                      | +12:09                       |                              |
| 5                              | Nicolas Min                  | Joseph Lambert               | Mitsubishi Galant VR-4       | 3:57:06                      | +20:33                       |                              |
| 6                              | Wiesław Stec                 | Maciej Maciejewski           | Mitsubishi Galant VR-4       | 3:59:31                      | +22:58                       |                              |
| 7                              | Ewgeni Wasin                 | Ewgeni Kalatchew             | Opel Corsa GSi               | 4:02:52                      | +26:19                       |                              |
| 8                              | Kurt Göttlicher              | Werner Jahrbacherr           | Ford Sierra RS Cosworth 4x4  | 4:03:11                      | +26:38                       |                              |
| 9                              | Saulius Girdauskas           | Zhilvinas Sakalauskas        | Lada Samara 1600             | 4:06:25                      | +29:52                       |                              |
| 10                             | Aurelijus Simashka           | Raimondas Bachiliunas        | Nissan Sunny GTI-R           | 4:07:24                      | +30:51                       |                              |
| Klasyfikacja mistrzostw Polski |                              |                              |                              |                              |                              |                              |
| 1                              | Paweł Przybylski             | Krzysztof Gęborys            | Toyota Celica GT-4           | 3:45:37                      | 0.0                          |                              |
| 2                              | Marek Gieruszczak            | Marek Skrobot                | Toyota Celica GT-4           | 3:48:42                      | +3:05                        |                              |
| 3                              | Wiesław Stec                 | Maciej Maciejewski           | Mitsubishi Galant VR-4       | 3:59:31                      | +13:54                       |                              |
| 4                              | Saulius Girdauskas           | Zhilvinas Sakalauskas        | Lada Samara 1600             | 4:06:25                      | +20:48                       |                              |
| 5                              | Krzysztof Hołowczyc          | Robert Burchard              | Toyota Celica GT-4 (ST165)   | 4:10:24                      | +24:47                       |                              |
| 6                              | Dariusz Wirkijowski          | Marcin Augustyn              | Opel Kadett GSI 16V          | 4:13:52                      | +28:15                       |                              |
| 7                              | Robert Herba                 | Artur Skorupa                | Nissan Sunny GTI-R           | 4:14:18                      | +28:41                       |                              |
| 8                              | Waldemar Doskocz             | Jarosław Baran               | Peugeot 309 GTI 16           | 4:14:43                      | +29:06                       |                              |
| 9                              | Zenon Sawicki                | Dariusz Dekuczyński          | Ford Sierra RS Cosworth 4x4  | 4:15:01                      | +29:24                       |                              |
| 10                             | Grzegorz Skiba               | Igor Bielecki                | Ford Sierra RS Cosworth 4x4  | 4:21:56                      | +36:19                       |                              |